# Eisenbahnunfall von Berlin-Wannsee

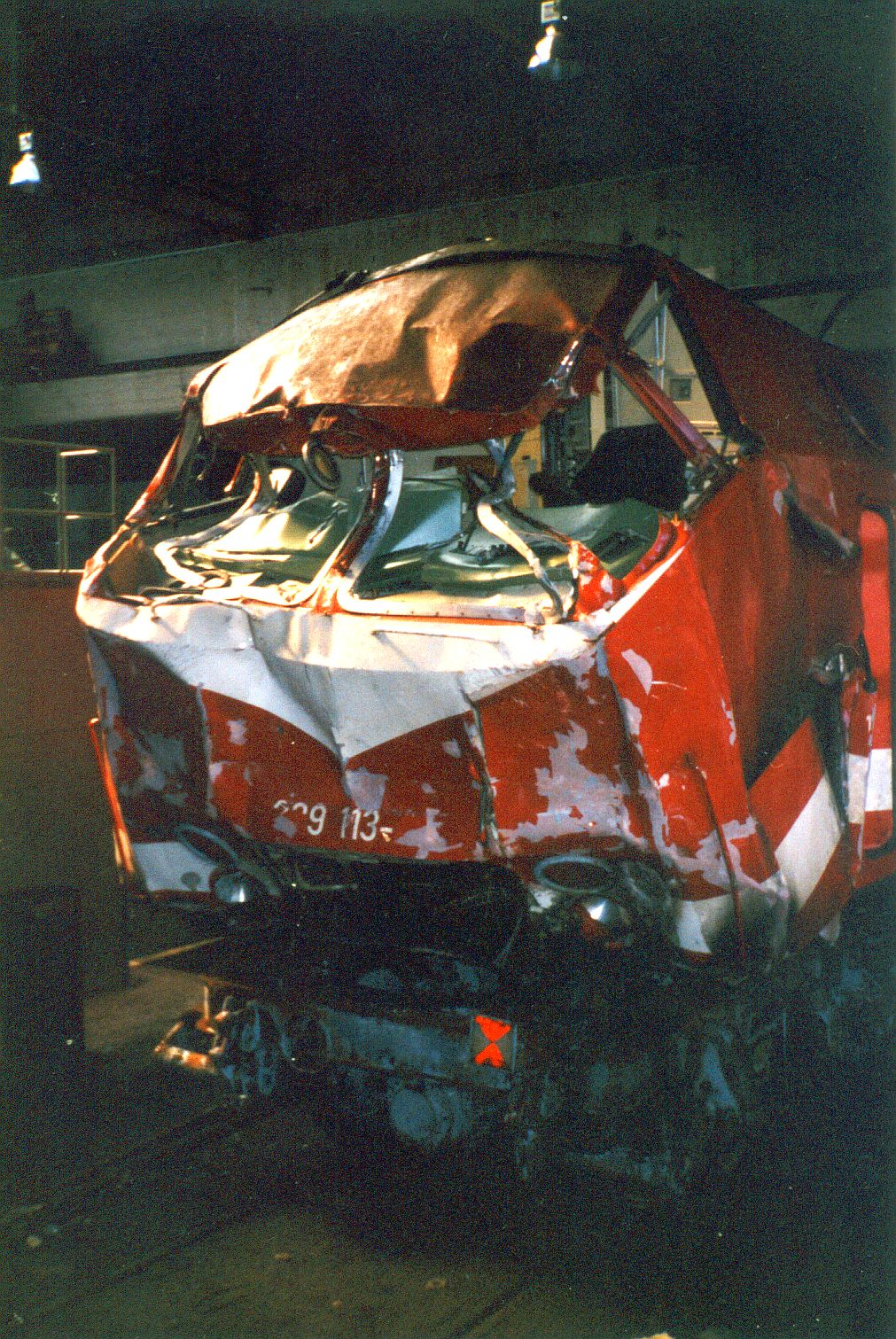
Zuglok 229 113 des IC 995 nach dem Zusammenstoß

Bei dem Eisenbahnunfall von Berlin-Wannsee stießen am Karfreitag, dem 9. April 1993, ein InterCity und ein Schnellzug beim Bahnhof Berlin-Wannsee frontal zusammen. Drei Menschen starben. Dies war der schwerste Eisenbahnunfall in der Berliner Nachkriegsgeschichte.

## Ausgangslage
In den Wochen, die dem Unfall vorausgingen, fanden auf der Bahnstrecke Berlin–Blankenheim Bauarbeiten statt. Dabei war der Streckenabschnitt zwischen Wannsee und dem Abzweig Griebnitzsee Ost (früher Abzw Kohlhasenbrück) bei Griebnitzsee mehrfach nur eingleisig befahrbar. So war in den Tagen vor dem Unfall das Streckengleis von Wannsee nach Griebnitzsee gesperrt und die Züge verkehrten in dieser Richtung über das Gleis der Gegenrichtung. Für das verstärkte Verkehrsaufkommen zu den Ostertagen wurde die Sperrung allerdings aufgehoben und im Regelbetrieb gefahren. Auf dem Abschnitt Berlin-Wannsee – Griebnitzsee bestand automatischer Streckenblock der Bauart AB 70 mit Gleiswechselbetrieb.
Der IC 995 Leo von Klenze, bespannt mit der Diesellokomotive 229 113, auf dem Weg von Berlin Hauptbahnhof (seit 1998: Berlin Ostbahnhof) nach Stuttgart Hauptbahnhof, und der Entlastungszug D 10545, gezogen von der Diesellok 218 267 von Hannover Hauptbahnhof nach Berlin Zoologischer Garten, sollten sich planmäßig beim Bahnhof Berlin-Wannsee begegnen. In beiden Zügen waren zusammen etwa 1300 Fahrgäste unterwegs.
Der Unfall wurde dadurch begünstigt, dass der Streckenabschnitt Berlin Hauptbahnhof–Griebnitzsee zu diesem Zeitpunkt noch nicht mit kompatiblem Zugfunk ausgerüstet war. Die Deutsche Reichsbahn, zuständig für den Eisenbahnbetrieb in West-Berlin, der Senat und die Deutsche Bundespost Berlin hatten sich nicht über die Zuteilung von Funkfrequenzen einigen können. Zwar waren zum Zeitpunkt des Unfalls die beteiligten Lokomotiven und das Stellwerk in Griebnitzsee mit Zugfunk ausgerüstet, nicht jedoch das Stellwerk in Wannsee.

## Unfallhergang
Irrtümlich stellte der Fahrdienstleiter des Bahnhofs Wannsee für den IC 995 die Fahrstraße auf das Gleis der Gegenrichtung ein. Diese unrichtige Fahrstraße ermöglichte wegen des vorhandenen Streckenblocks und der fehlenden Erlaubnis keine Fahrtstellung des Ausfahrsignals. Der Fahrdienstleiter sah dies als Störung an und betätigte das Ersatzsignal – das Signal, das er aufgrund der Bauarbeiten in den Tagen zuvor am meisten bedient hatte. Das Streckengleis befuhr aber schon der D 10545 in der Gegenrichtung.
Dem Lokomotivführer des IC fiel dieser Fehler nicht auf, da er die für diesen Tag gültigen Einträge der Zusammenstellung der vorübergehenden Langsamfahrstellen und anderen Besonderheiten pflichtwidrig nicht oder nicht richtig gelesen hatte.
Der Fahrdienstleiter in Wannsee erkannte seinen Fehler zwar schnell, konnte den Zug aber nicht mehr aufhalten, weil eine Funkverbindung fehlte. Der von ihm alarmierte Fahrdienstleiter in Griebnitzsee konnte den Schnellzug ebenfalls nicht mehr aufhalten. Zwar forderte er den D 10545 per Zugfunk auf, sofort anzuhalten, doch war der Zug bereits zu weit von Griebnitzsee entfernt, um den Funkspruch mit dem relativ unempfindlichen Bundesbahn-Zugfunkgerät noch zu empfangen. Der Lokomotivführer des IC wiederum war zwar weiter von Griebnitzsee entfernt, aber mit einem empfindlicheren Reichsbahn-Zugfunkgerät ausgestattet, hörte den Funkspruch, konnte ihn aber nicht einordnen und ignorierte ihn deshalb.
Gegen 14:30 Uhr stießen der IC und der Schnellzug mit 63 und 40 km/h bei Streckenkilometer 14,9 frontal zusammen. Der Lokführer des IC leitete, als er den Schnellzug vor sich sah, eine Schnellbremsung ein und rannte in den hinteren Teil seiner Lokomotive. Die beiden 101 bzw. 79 t schweren Diesellokomotiven verkeilten sich ineinander, die jeweils folgenden Personenwagen wurden von der Masse der folgenden Wagen bis auf die Hälfte ihrer Länge zusammengedrückt.

## Folgen
Drei Menschen starben: Der erst 21-jährige Lokführer des Schnellzuges und sein Beimann wurden von dem entgegenkommenden IC derart überrascht, dass sie nicht mehr reagieren konnten. Sie versuchten weder eine Schnellbremsung, noch sich in Sicherheit zu bringen und starben beide. Im 1.-Klasse-Großraumwagen des IC starb eine Reisende.
49 Menschen wurden in beiden Zügen verletzt, 26 davon schwer, der Zugführer des Schnellzuges so schwer, dass ihm ein Bein amputiert werden musste. Der Beimann auf der Lokomotive des IC konnte noch die Führerstandstür öffnen, wurde durch die Wucht des Zusammenstoßes aus der Lok geschleudert und brach sich einen Arm. Es dauerte mehrere Stunden, bis alle in den Wagen eingeklemmten Reisenden befreit werden konnten.

## Ähnliche Unfälle
Ein Unfall mit einer ähnlich abgelaufenen Ereigniskette ist der Eisenbahnunfall von Bad Aibling von 2016. Auch hier wurde ein Ersatzsignal fälschlich bedient, nachdem die Signalanlage die Freigabe des von einem anderen Zug belegten Fahrwegs verweigert hatte und der Fahrdienstleiter von einer Störung der Signalanlage ausging. Der Fahrdienstleiter gab den Nothaltauftrag über die falsche Notrufverbindung, die keiner der beiden Züge empfangen konnte.
Beim Eisenbahnunfall von Radevormwald 1971 konnten die Lokführer mangels Zugfunk ebenfalls nicht gewarnt und die Züge dadurch aufgehalten werden.

## Trivia
Ein Fahrgast fotografierte zufällig aus dem Fenster seinen Zug – und hatte den Gegenzug auf demselben Gleis mit auf dem Bild. Unmittelbar nach der Aufnahme kam es zum Zusammenstoß.